# Dimitri Romanov
Dimitri Romanovici Romanov (rusă Дмитрий Романович Романов; n. 17 mai 1926 – d. 31 decembrie 2016) a fost un prinț rus, bancher, filantrop și autor. A fost, de asemenea, pretendent la șefia Casei Imperiale Ruse.

## Biografie
Dimitri Romanovici Romanov s-a născut la 17 mai 1926 la Cap d'Antibes, Franța, ca al doilea fiu al Prințului Roman Petrovici și a soției acestuia, prințesa Praskovia Dmitrievna Sheremeteva (născută contesă Sheremeteva). Fratele său mai mare a fost Prințul Nicolae Romanov. Pe linie paternă el este stră-strănepot al împăratului Nicolae I al Rusiei (1796–1855).
Dimitri și-a petrecut primii zece ani la Antibes, Franța unde a primit o educație tradițională rusă. În 1936 familia sa s-a mutat în Italia unde și-a continuat educația și unde, pentru un timp, a locuit la palatul regal din Roma. În 1946 familia s-a mutat în Egipt unde a trăit un număr de ani înainte de a se întoarce în Italia. În 1960 el s-a mutat în Danemarca unde a lucrat pentru un număr de bănci până la pensionarea sa în 1993. Dimitri Romanov vorbea fluent rusa, franceza, engleza, daneza și italiana.
Dimitri s-a căsătorit de două ori. Prima lui soție a fost Johanna von Kauffmann (1936–1989), cu care s-a căsătorit la Copenhaga la 21 ianuarie 1959. După ce a devenit văduv în 1989 el s-a căsătorit cu Dorrit Reventlow (n. 1942) la Kostroma la 28 iulie 1993. A doua căsătorie a fost prima căsătorie a unui Romanov pe teritoriul rus după căderea dinastiei.

## Moartea și înmormântarea
La sfârșitul lunii decembrie 2016, a fost urgent spitalizat după o bruscă înrăutățire a sănătății sale. Dimitri Romanovich a murit la 31 decembrie 2016 într-un spital din Copenhaga (Danemarca). Cu moartea sa, ramura de sex masculin ”Nikolaevici” a fost întreruptă. În prezent, linia este reprezentată doar de-a lungul liniei feminine: văduva și fiicele lui Nicolai Romanov, precum și văduva lui Dimitri Romanovich. 
Condoleanțele legate de moartea cneazului Dimitri Romanov au fost exprimate de președintele Rusiei, Vladimir Putin, și de premierul Dmitri Medvedev. Președintele a menționat că Dimitrie Romanovici era un adevărat patriot al Rusiei..